# Questione adriatica

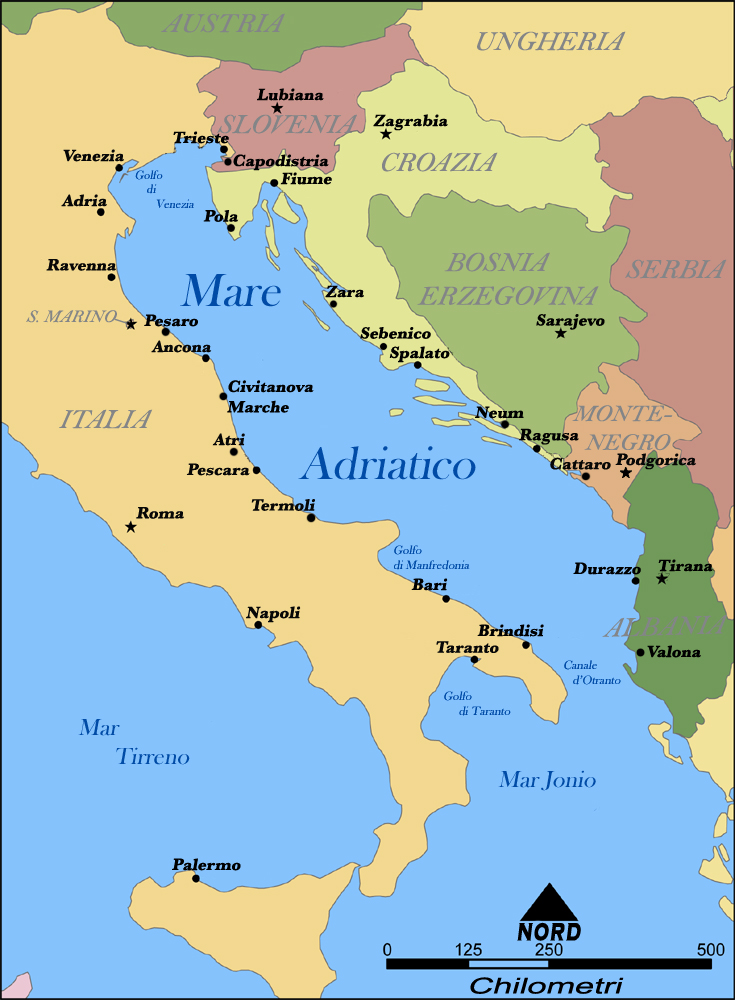
Mappa del mare Adriatico

Con questione adriatica si indica la contesa per il dominio delle terre che si affacciano sul mare Adriatico orientale da Monfalcone fino alle Bocche di Cattaro e che corrispondono alle regioni storiche della Venezia Giulia, dell'Istria, del Quarnaro e della Dalmazia. Tali terre, a partire dalla Primavera dei Popoli del 1848, furono contese tra popolazioni slave e italiane. Questa lotta s'inserisce all'interno di un fenomeno più ampio, che fu legato all'affermarsi degli stati nazionali in territori etnicamente misti.

## La composizione etnica della Venezia Giulia, del Quarnaro e della Dalmazia

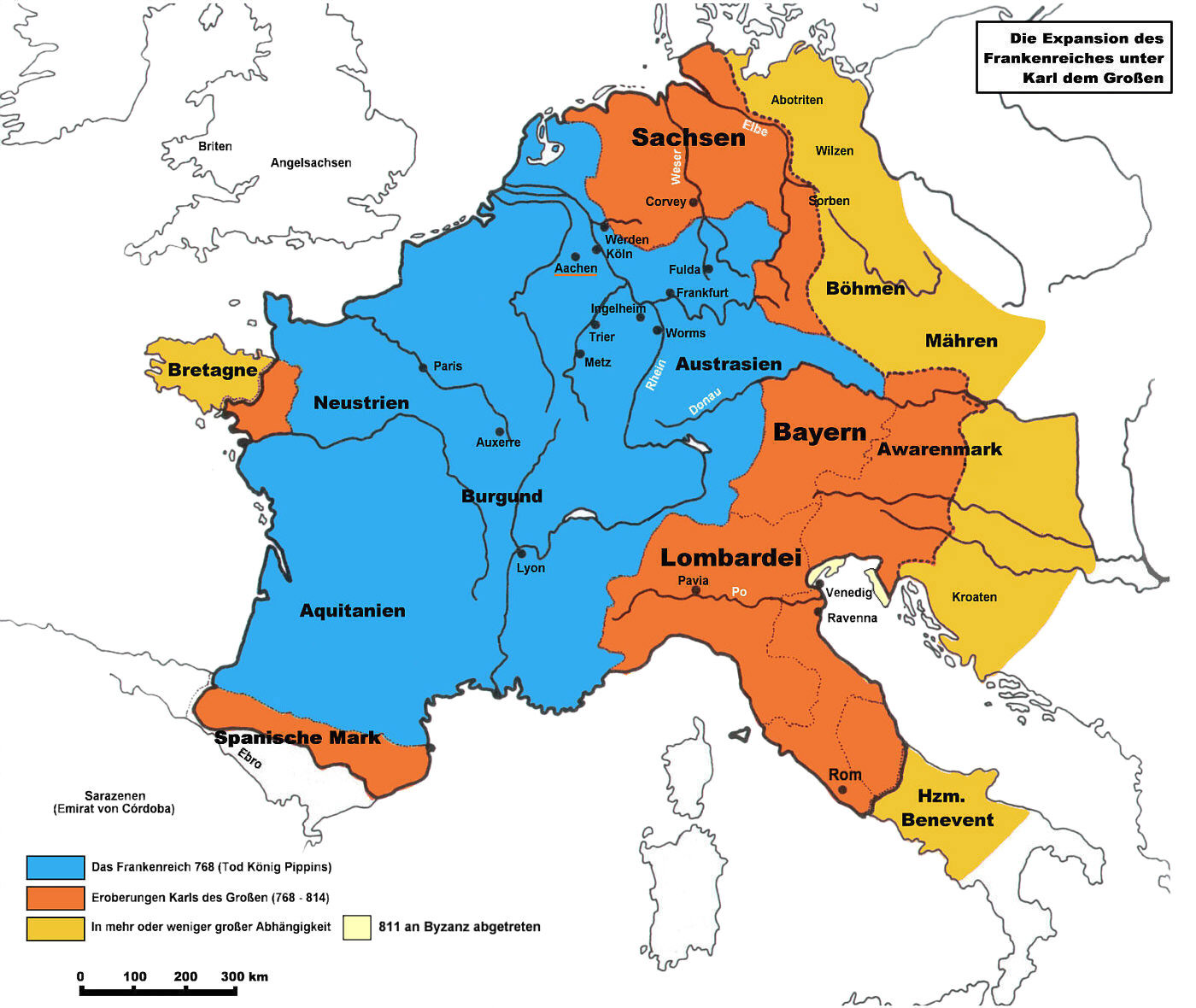
L'Impero carolingio nel 791

Con la caduta dell'Impero romano d'Occidente (476 d.C.) le popolazioni romanizzate dell'Istria e della Dalmazia rimasero in balìa di alcune tribù bellicose, principalmente Avari e Slavi. I primi insediamenti di popolazioni slave, giunte a seguito degli Avari, risalgono al IX secolo (sia in Istria che in Dalmazia).
Alla fine del VIII secolo l'Istria interna e i dintorni, furono conquistate infatti da Carlo Magno: poiché tali terre erano scarsamente popolate, in quanto impervie, i Franchi e successivamente le autorità del Sacro Romano Impero vi consentirono l'insediamento degli slavi. Ulteriori insediamenti di slavi si verificarono in epoche successive; per quanto riguarda l'Istria, ad esempio, in seguito alle pestilenze del XV e XVI secolo.
Le comunità ladine che popolavano l'area di Postumia, Idria e dell'alto Isonzo sono scomparse dal Rinascimento, assimilate dalle popolazioni slave. Del resto intorno all'anno 1000 tutta la valle dell'Isonzo, fino alle sue sorgenti nelle Alpi Giulie, era popolata in maggioranza da popoli ladini.

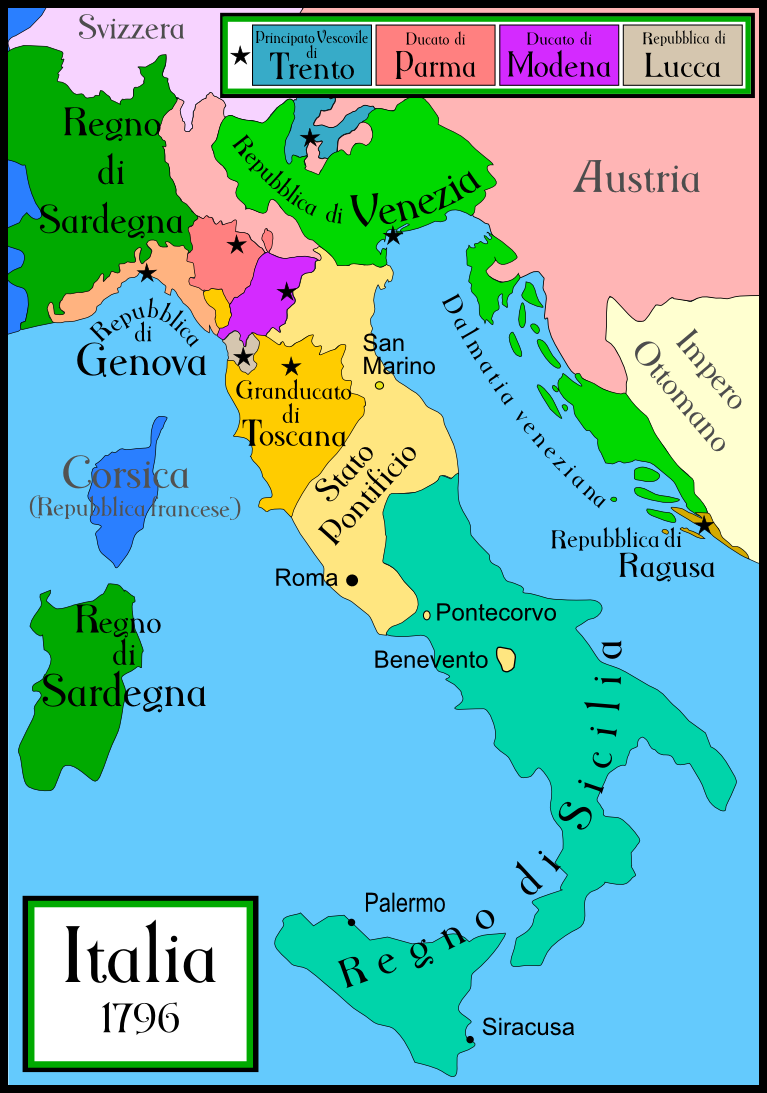
L'Italia nel 1796

La Repubblica di Venezia, tra il IX e il XVIII secolo, estese il suo dominio (suddiviso in due "dipendenze": i Domini di Terraferma e lo Stato da Mar) soprattutto sulle cittadine costiere dell'Istria, nelle isole del Quarnaro e sulle coste della Dalmazia, che erano abitate da popolazioni romanizzate fin dai tempi più antichi.
Fino al XIX secolo gli abitanti di queste terre non conoscevano l'identificazione nazionale, visto che si definivano genericamente "istriani" e "dalmati", di cultura "romanza" oppure "slava", senza il benché minimo accenno a concetti patriottici oppure nazionalistici, che erano sconosciuti.
Vi era una differenza di carattere linguistico-culturale tra città e costa (prevalentemente romanzo-italiche) e le campagne dell'entroterra (in parte slave o slavizzate). Le classi dominanti (aristocrazia e borghesia) erano dovunque di lingua e cultura italiana, anche qualora di origine slava. Nella Venezia Giulia, oltre che l'italiano, si parla anche la lingua veneta, la lingua friulana, la lingua istriota e la lingua istrorumena, mentre in Dalmazia era comune la lingua dalmatica, che si estinse nel 1898, con la morte dell'ultimo parlatore, Tuone Udaina.

## Gli opposti nazionalismi
Fino all'Ottocento, in Venezia Giulia, nel Quarnaro e in Dalmazia, le popolazioni di lingua romanza e slava convissero pacificamente. Con la Primavera dei popoli del 1848-49, anche nell'Adriatico orientale, il sentimento di appartenenza nazionale cessò di essere una prerogativa delle classi elevate e cominciò, gradualmente, a estendersi alla masse.
Fu solo a partire da tale anno che il termine "italiano" (ad esempio) cessò, anche in queste terre, di essere una mera espressione di appartenenza geografica o culturale e cominciò ad implicare l'appartenenza a una "nazione" italiana. Analogo processo subirono le altre entità culturali e si vennero pertanto a definire i moderni gruppi nazionali: italiani, sloveni, croati e serbi.
Tra il 1848 e il 1918, in particolar modo dopo la nascita del Regno d'Italia e la perdita del Veneto a seguito della Terza guerra d'Indipendenza (1866), l'Impero Austroungarico favorì l'affermarsi dell'etnia slovena e croata, per contrastare l'irredentismo (vero o presunto) e la buona organizzazione delle comunità urbane della popolazione italiana, ritenuta inoltre meno leale e affidabile. Nel corso della riunione del consiglio dei ministri del 12 novembre 1866 l'imperatore Francesco Giuseppe delineò compiutamente in tal senso un piano di ampio respiro:
(Francesco Giuseppe I d'Austria, consiglio della Corona del 12 novembre 1866)

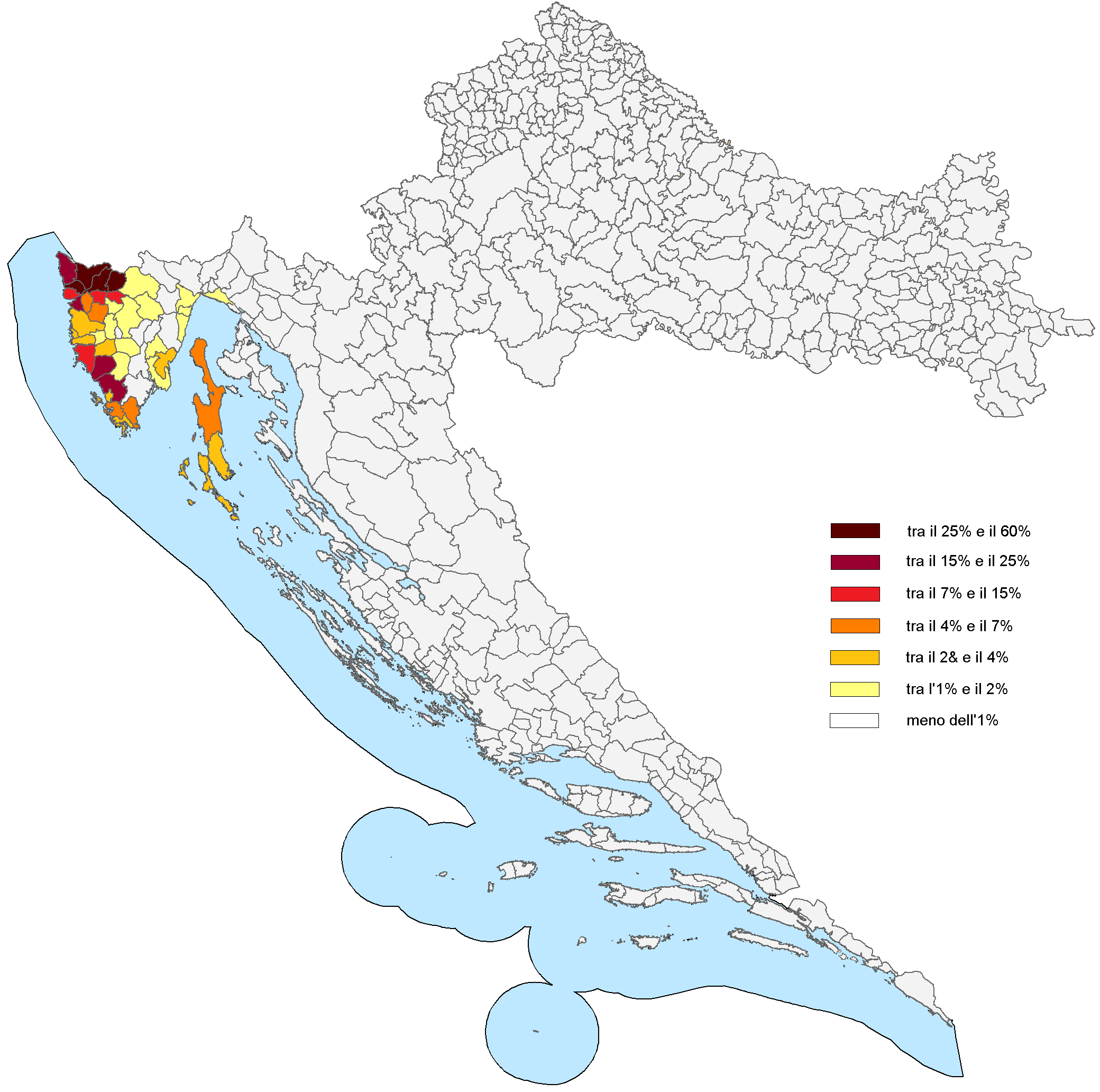
Mappa della Croazia del 2011 indicante i residenti di madrelingua italiana per città e comuni, registrati al censimento ufficiale croato

In conseguenza della politica del Partito del Popolo, che conquistò gradualmente il potere, in Dalmazia si verificò una costante diminuzione della popolazione italiana, in un contesto di repressione che assunse anche tratti violenti. Nel 1845 i censimenti austriaci (peraltro approssimativi) registravano quasi il 20% di Italiani in Dalmazia, mentre nel 1910 erano ridotti a circa il 2,7%. Tutto ciò spinse sempre più gli autonomisti a identificare se stessi come italiani, fino ad approdare all'irredentismo. 
La politica di collaborazione con i serbi locali, inaugurata dallo zaratino Ghiglianovich e dal raguseo Giovanni Avoscani, permise poi agli italiani la conquista dell'amministrazione comunale di Ragusa nel 1899.

## L'irredentismo italiano in Istria e Dalmazia

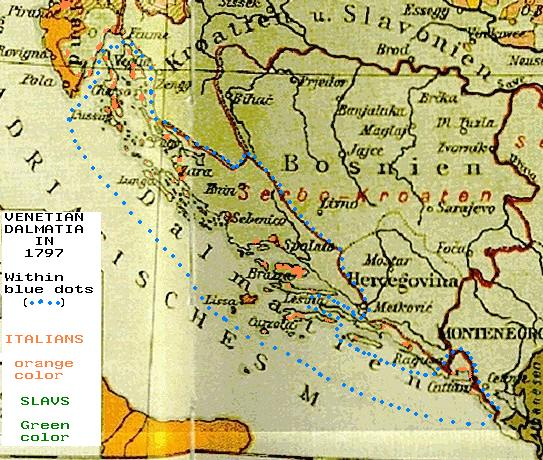
Mappa linguistica austriaca del 1896, su cui sono riportati i confini (segnati con pallini blu) della Dalmazia veneziana nel 1797. In arancione sono evidenziate le zone dove la lingua madre più diffusa era l'italiano, mentre in verde quelle dove erano più diffuse le lingue slave

Manifestazione irredentista a Fiume (11 novembre 1918), all'epoca non ancora facente parte del Regno d'Italia. Fiume passò all'Italia nel 1924, per poi essere ceduta alla Jugoslavia nel 1947

L'irredentismo italiano in Istria fu un movimento esistente tra gli istriani di etnia italiana che nell'Ottocento e Novecento promuoveva l'unione dell'Istria al Regno d'Italia. Nella prima metà dell'Ottocento l'Istria era infatti parte dei territori austroungarici, ed il nascente nazionalismo italiano iniziò a manifestarsi, specialmente a Capodistria:
Nel 1861, in occasione della proclamazione del Regno d'Italia, e nel 1866, dopo la terza guerra d'indipendenza, l'Istria non fu annessa all'Italia per svariate ragioni, a causa delle quali molti istriani si organizzarono al fine di ottenere questa unione, abbracciando l'irredentismo italiano. Del resto gli irredentisti volevano l'annessione dell'Istria all'Italia perché la ritenevano terra irredenta in quanto culturalmente parte del retaggio identitario italiano e geograficamente inclusa nei confini naturali dell'Italia fisica. A dimostrazione di questo legame con l'Italia, si può citare il più noto fra gli irredentisti istriani, Nazario Sauro, che fu tenente di vascello nella Regia Marina italiana durante il primo conflitto mondiale e che venne giustiziato per tradimento dall'Austria-Ungheria. Un altro esempio noto, è il capodistriano generale Vittorio Italico Zupelli, già distintosi nella Guerra italo-turca (1911-1912), a cui fu addirittura affidato il Ministero della guerra italiano durante la prima guerra mondiale.
Analogo movimento fu l'irredentismo italiano in Dalmazia. I primi avvenimenti che coinvolsero i dalmati italiani nel Risorgimento furono i moti rivoluzionari del 1848, durante i quali essi presero parte alla costituzione della Repubblica di San Marco a Venezia. Gli esponenti dalmati più famosi che intervennero furono Niccolò Tommaseo e Federico Seismit-Doda.
Dopo tale fase storica in Dalmazia nacquero due movimenti a carattere nazionalista, quello italiano e quello slavo. Il movimento italiano trovò come guida Antonio Bajamonti, che dal 1860 al 1880 fu podestà di Spalato per il partito autonomista filoitaliano che rappresentava la maggioranza italiana nella città.
Le istanze politiche dei dalmati italiani erano promosse dal Partito Autonomista, fondato nel 1878 e scioltosi nel 1919: membro di spicco ne fu proprio Antonio Bajamonti. Il partito, che originariamente ebbe il favore anche di parte della popolazione slava, sostituì progressivamente ad un programma autonomista per la regione un progetto irredentista per la stessa, considerati l'ostilità dell'autorità austriaca e i dissidi con l'elemento slavo. Il 26 aprile 1909, con provvedimenti legislativi entrati in vigore il 1º gennaio 1912, la lingua italiana perse il proprio status di lingua ufficiale della regione in favore del solo croato (precedentemente entrambe le lingue erano riconosciute): l'italiano non poté più essere usato a livello pubblico e amministrativo, sicché i dalmati italiani furono estromessi dalle amministrazioni comunali.
Allo scoppio della prima guerra mondiale molti dalmati italiani si arruolarono nel Regio Esercito per combattere a fianco dell'Italia: tra questi famoso fu Francesco Rismondo; altri, come Natale Krekich e Ercolano Salvi vennero internati in Austria. Tra gli irredenti oltreconfine che si arruolarono nel Regio Esercito, ci fu anche Antonio Bergamas, volontario di Gradisca d'Isonzo, comune friulano annesso al Regno d'Italia solo dopo la guerra, morto in combattimento senza che il suo corpo fosse stato mai ritrovato. Sua madre, Maria Bergamas, a guerra conclusa scelse la salma di un soldato italiano morto nella prima guerra mondiale, la cui identità resta sconosciuta, a cui fu in seguito data solenne sepoltura all'Altare della Patria al Vittoriano. La sua tomba divenne il sacello del Milite Ignoto, che, ancora oggi, rappresenta tutti i caduti e i dispersi in guerra italiani.

## Grande Guerra e annessione all'Italia

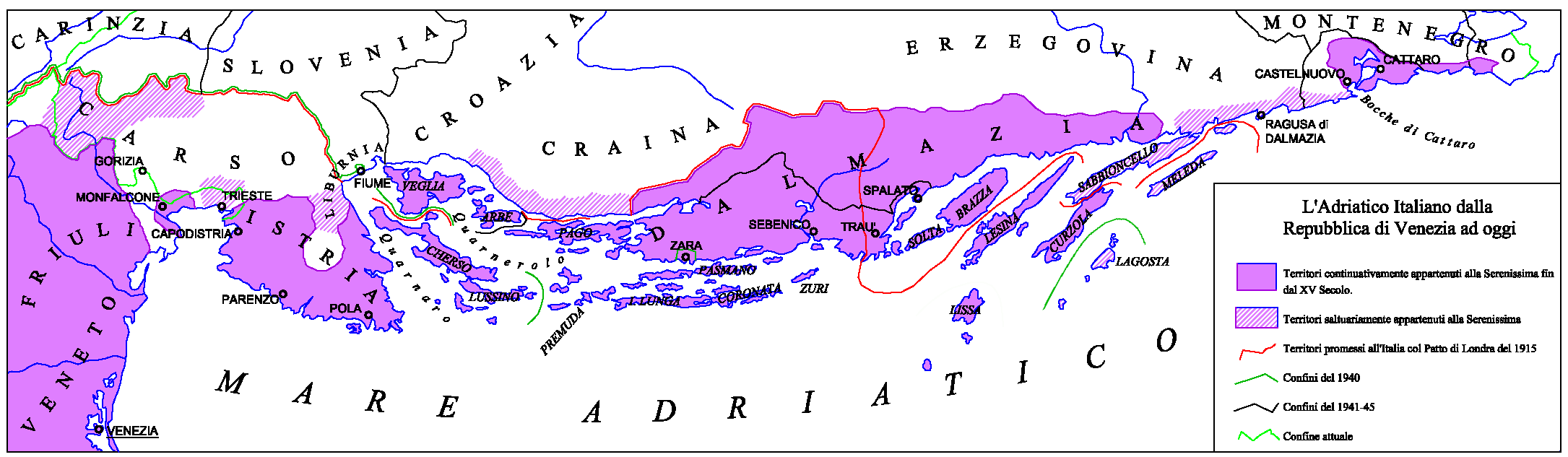
Cartina della Dalmazia e della Venezia Giulia coi confini previsti dal Patto di Londra (linea rossa) e quelli invece effettivamente ottenuti dall'Italia (linea verde). In fucsia sono invece indicati gli antichi domini della Repubblica di Venezia

Nel 1915 l'Italia entrò nella Grande Guerra a fianco della Triplice intesa in base ai termini del Patto di Londra, che le assicuravano il possesso dell'intera Venezia Giulia, di parte del Quarnaro e della Dalmazia settentrionale, incluse molte isole. La città di Fiume, invece, veniva espressamente assegnata quale principale sbocco marittimo di un eventuale futuro stato croato o del Regno d'Ungheria, nel caso in cui la Croazia avesse continuato ad essere un banato dello stato magiaro o della Duplice Monarchia.
Al termine della guerra, il Regio Esercito occupò militarmente tutta la Venezia Giulia e la Dalmazia, secondo i termini dell'armistizio, inclusi i territori assegnatigli dal trattato di Londra. Ciò provocò le reazioni opposte delle diverse etnie, con gli italiani che acclamarono alla "redenzione" delle loro terre e gli slavi che guardavano con ostilità e preoccupazione i nuovi arrivati. La contrapposizione nazionale subì un nuovo e forte inasprimento.

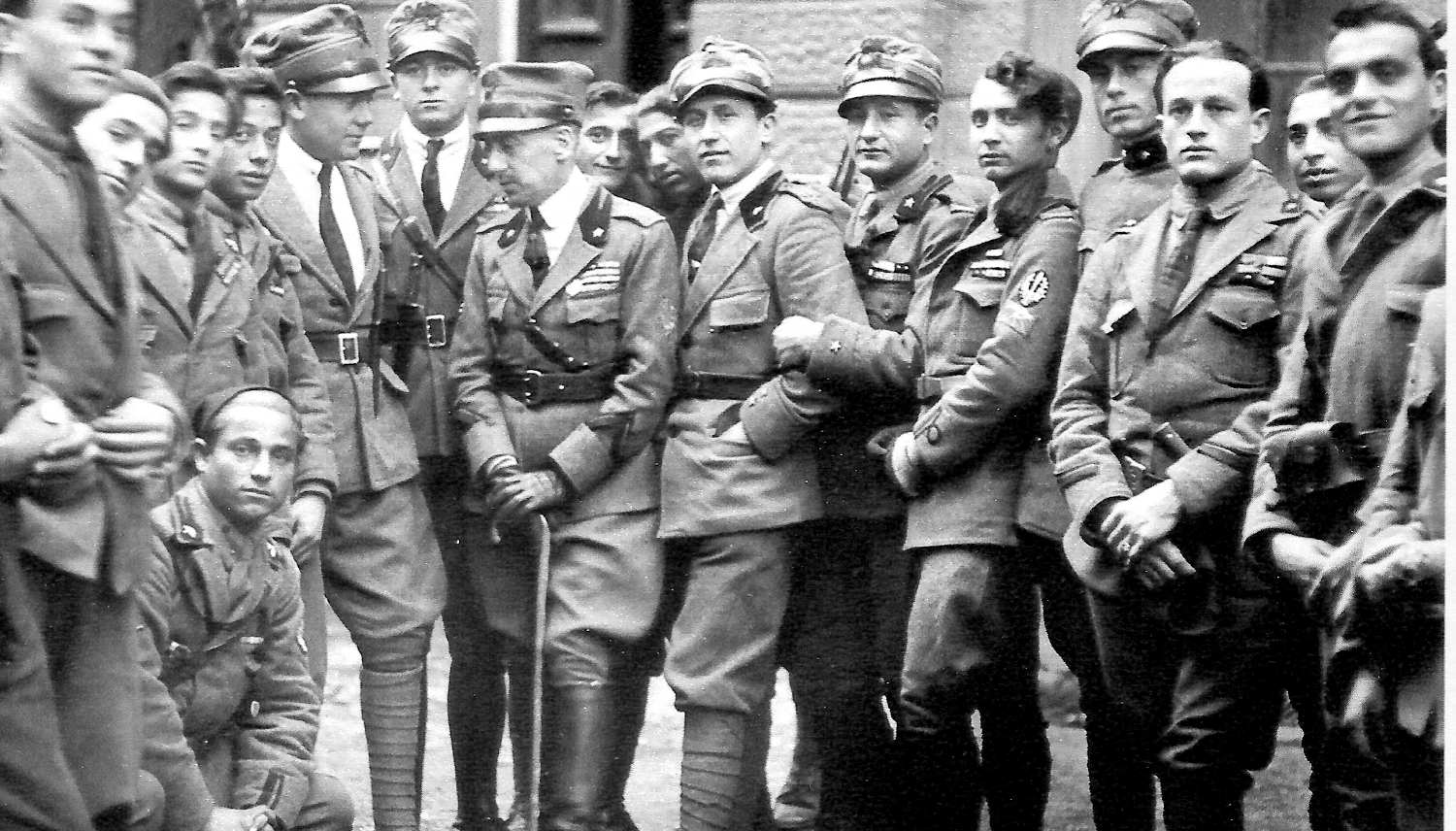
Gabriele D'Annunzio (al centro con il bastone) durante l'impresa di Fiume

Successivamente, la definizione dei confini fra l'Italia e il nuovo stato jugoslavo fu oggetto di una lunga e aspra contesa diplomatica, che trasformò il contrasto nazionale in una contrapposizione fra Stati sovrani, che coinvolse vasti strati dell'opinione pubblica esasperandone ulteriormente i sentimenti.
Forti tensioni suscitò in particolare la questione di Fiume, che fu rivendicata dall'Italia sulla base dello stesso principio di autodeterminazione che aveva fatto assegnare al regno jugoslavo le terre dalmate, già promesse all'Italia.
La questione dei confini fu infine risolta con i trattati di Saint Germain e di Rapallo. L'Italia ottenne solo parte di ciò che le era stato promesso dal patto segreto di Londra. In base al principio di nazionalità, sostenuto dalla dottrina Wilson, le fu negata la Dalmazia (dove ottenne solo la città di Zara e alcune isole). Per via del mancato rispetto del Patto di Londra, l'epilogo della prima guerra mondiale venne definito "vittoria mutilata".
Col trattato di Rapallo Fiume venne eretta a stato libero, per poi essere annessa all'Italia in seguito al trattato di Roma (1924). In base al trattato di Rapallo 356 000 sudditi dell'Impero austro-ungarico di lingua italiana ottennero la cittadinanza italiana, mentre circa 15 000 di essi rimasero in territori assegnati al Regno dei Serbi, Croati e Sloveni. Contemporaneamente si ritrovarono entro i confini del Regno d'Italia 490 000 slavi (di cui circa 170 000 Croati e circa 320 000 Sloveni).

## Il biennio rosso e il "fascismo di confine"
Nel biennio 1919-20 l'Europa fu investita da ondate di scioperi e agitazioni di operai che rivendicavano migliori condizioni di lavoro, il cosiddetto biennio rosso. Spesso le fabbriche furono occupate e gestite sul modello dei Soviet, sorti dalla Rivoluzione russa.  Contemporaneamente scoppiarono conflitti e scontri di carattere etnico in quei territori soggetti a opposte rivendicazioni nazionali. Nella Carinzia meridionale, ad esempio, vi fu l'eccidio di Marburgo, causato da milizie slovene. Conflitti armati scoppiarono in varie regioni dell'Europa orientale, per la definizione dei confini.

L'Hotel Balkan sede del Narodni Dom dopo l'incendio (1920)

Anche l'Italia fu investita da un'ondata di tensioni sociali, con proteste, scioperi e agitazioni, che coinvolsero anche Trieste e la Venezia Giulia, oltre che la vicina Dalmazia (in gran parte sotto occupazione militare italiana). Tali problematiche si sommarono alle preesistenti tensioni nazionali e al diffondersi dell'idea di "vittoria mutilata" e divennero un fertile terreno per l'affermazione del nascente fascismo, che si proponeva come tutore dell'italianità e del mantenimento dell'ordine nazionale della Venezia Giulia, talvolta con il tacito appoggio delle autorità. I contrasti etnici tra italiani e slavi nell'immediato dopoguerra provocarono, fra gli altri, gli incidenti di Spalato, culminati nell'uccisione (il 12 luglio 1920) di due militari della Regia Marina, il comandante della Regia Nave Puglia Tommaso Gulli e il motorista Aldo Rossi. I fascisti, il giorno dopo la morte dei due militari, organizzarono una manifestazione anti-jugoslava a Trieste.
Altri eventi degni di nota furono l'uccisione di un italiano da parte di un cittadino sloveno e l'incendio, da parte dei fascisti, del Narodni dom ("Casa nazionale slovena") di Trieste. Tale incidente assunse a posteriori un forte significato simbolico, venendo ricordato dagli slavi come l'inizio dell'oppressione italiana.

## L'italianizzazione fascista
La situazione degli slavi peggiorò con la presa del potere da parte del Partito Nazionale Fascista, nel 1922, quando fu gradualmente introdotta in tutta Italia una politica di assimilazione delle minoranze etniche e nazionali:
- gran parte degli impieghi pubblici furono assegnati agli appartenenti al gruppo etnico italiano, che nell'ultimo periodo di dominazione asburgica ne era stato completamente estromesso a vantaggio degli Slavi e dei Tedeschi;
- con l'introduzione della Legge n. 2185 del 1º ottobre 1923 (Riforma scolastica Gentile), fu abolito nelle scuole l'insegnamento delle lingue croata e slovena. Nell'arco di cinque anni tutti gli insegnanti croati delle oltre 160 scuole con lingua d'insegnamento croata e tutti gli insegnanti sloveni delle oltre 320 scuole con lingua d'insegnamento slovena furono sostituiti con insegnanti italiani, che imposero agli alunni l'uso esclusivo della lingua italiana[17][18];Tratteggiato in rosso, il territorio abitato quasi esclusivamente da sloveni assegnato al Regno d'Italia in base al trattato di Rapallo che fu oggetto di italianizzazione

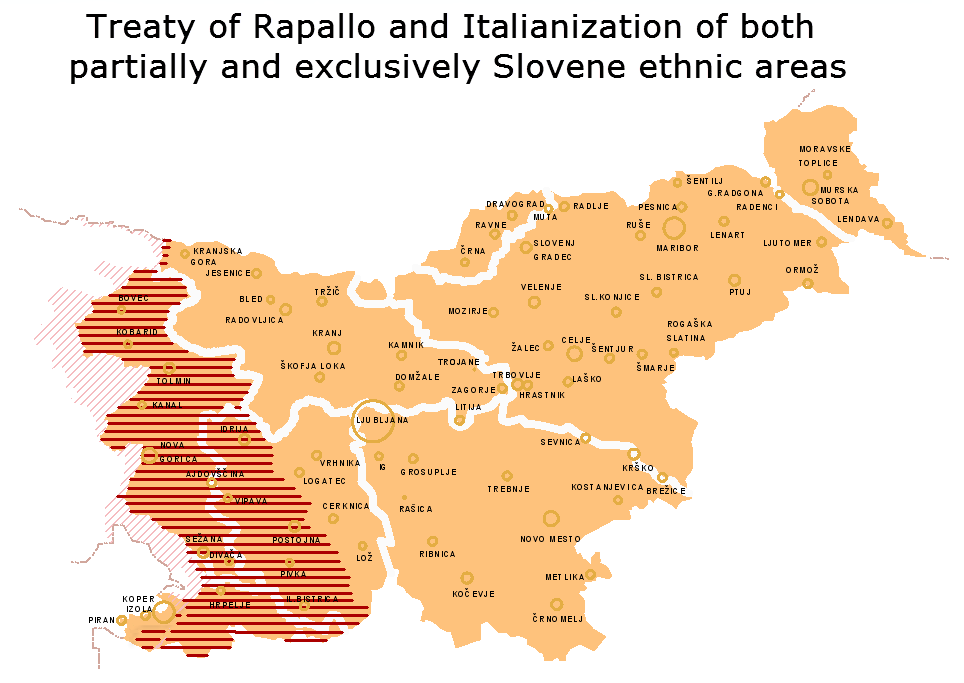
Tratteggiato in rosso, il territorio abitato quasi esclusivamente da sloveni assegnato al Regno d'Italia in base al trattato di Rapallo che fu oggetto di italianizzazione

- con il Regio Decreto n. 800 del 29 marzo 1923 furono imposti d'ufficio nomi italiani a tutte le centinaia di località dei territori assegnati all'Italia con il Trattato di Rapallo, anche laddove precedentemente prive di denominazione in lingua italiana, in quanto abitate quasi esclusivamente da croati o sloveni[19];
- in base al Regio Decreto n. 494 del 7 aprile 1926 le autorità italiane italianizzarono i cognomi a decine di migliaia di croati e sloveni[20]. Inoltre, con una legge del 1928 i parroci e gli uffici anagrafici ricevettero il divieto di iscrivere nomi stranieri nei registri delle nascite[21].

Simili politiche di assimilazione forzata erano all'epoca assai comuni in Europa, venendo applicate, fra gli altri, anche da paesi come la Francia o il Regno Unito, oltre che dalla stessa Jugoslavia soprattutto nei confronti delle proprie minoranze italiane, tedesche, ungheresi e albanesi. Si potrebbe inoltre ricordare la situazione degli ungheresi di Transilvania, dei bulgari di Macedonia, o degli ucraini di Polonia.
La politica di "bonifica etnica" avviata dal fascismo fu tuttavia particolarmente pesante, in quanto l'intolleranza nazionale, talora venata di vero e proprio razzismo, venne affiancata e coadiuvata dalle misure repressive tipiche di un regime totalitario.
L'azione del governo fascista annullò l'autonomia culturale e linguistica di cui le popolazioni slave avevano goduto durante la dominazione asburgica e esasperò i sentimenti di avversione nei confronti dell'Italia. Le società segrete irredentiste slave, preesistenti allo scoppio della Grande Guerra, si fusero in gruppi più grandi a carattere eversivo, come la Borba e il TIGR, che si resero responsabili di numerosi attacchi a militari, civili e infrastrutture italiane. Alcuni elementi di queste società segrete furono catturati dalla polizia italiana e condannati a morte dal Tribunale speciale per la difesa dello Stato per le uccisioni di cui si erano resi responsabili (1 terrorista condannato e fucilato a Pola nel 1929, con 4 complici condannati a 25 anni di carcere ciascuno; 4 terroristi condannati e giustiziati a Trieste, con 12 complici condannati a pene detentive per complessivi 147 anni e 6 mesi - cosiddetto "1° processo di Trieste" - nel 1930; 9 terroristi condannati a morte per terrorismo e spionaggio in periodo bellico di cui 5 giustiziati, con 51 complici condannati, complessivamente, a 666 anni e 6 mesi di carcere - cosiddetto "2° processo di Trieste" - nel 1941, a guerra iniziata).

## L'invasione della Jugoslavia

### La prima fase delle operazioni militari

Mappa del Governatorato della Dalmazia, con segnate la provincia di Zara (in verde), la provincia di Spalato (in arancio) e la provincia di Cattaro (in rosso scarlatto)

Nell'aprile del 1941 l'Italia partecipò all'attacco dell'Asse contro la Jugoslavia, la quale, dopo la resa dell'esercito, avvenuta il giorno 17, e l'inizio della politica di occupazione, fu smembrata e parte dei suoi territori furono annessi agli stati invasori.
A seguito del trattato di Roma l'Italia annesse parte della Slovenia, parte della Banovina di Croazia nord-occidentale (che venne accorpata alla Provincia di Fiume), parte della Dalmazia e le Bocche di Cattaro (che andarono a costituire il Governatorato di Dalmazia), divenendo militarmente responsabile della zona che comprendeva la fascia costiera, e il relativo entroterra, della ex-Jugoslavia.
In Slovenia fu costituita la Provincia di Lubiana, dove, a fini politici e in contrapposizione con i tedeschi, si progettò, senza successo, di instaurare un'amministrazione rispettosa delle peculiarità locali. Nella Provincia di Fiume e nel Governatorato di Dalmazia fu invece instaurata fin dall'inizio una politica di italianizzazione forzata, che incontrò una decisa resistenza da parte della popolazione a maggioranza croata.

La Croazia fu dichiarata indipendente con il nome di Stato Indipendente di Croazia, il cui governo fu affidato al partito ultranazionalista degli ustascia, con a capo Ante Pavelić.

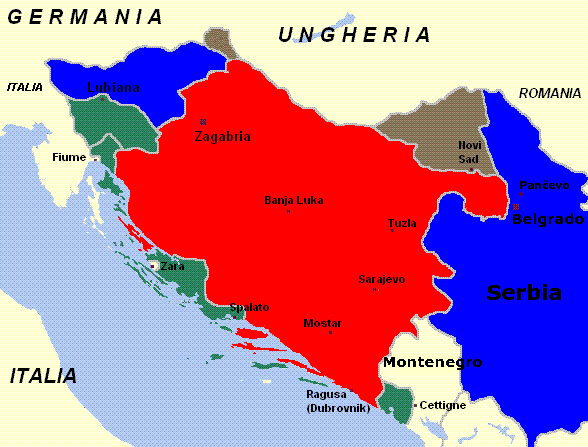
Divisione della Jugoslavia dopo la sua invasione da parte delle Potenze dell'Asse.
Aree assegnate all'Italia: l'area costituente la provincia di Lubiana, l'area accorpata alla provincia di Fiume e le aree costituenti il Governatorato di Dalmazia
Stato Indipendente di Croazia
Area occupate dalla Germania nazista
Aree occupate dal Regno d'Ungheria

     Aree assegnate all'Italia: l'area costituente la provincia di Lubiana, l'area accorpata alla provincia di Fiume e le aree costituenti il Governatorato di Dalmazia
     Stato Indipendente di Croazia
     Area occupate dalla Germania nazista
     Aree occupate dal Regno d'Ungheria

### Repressione, conflitti etnici e crimini contro i civili

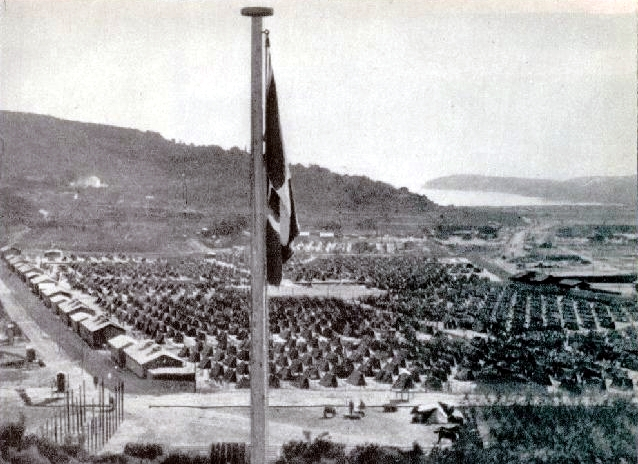
Vista del campo di concentramento di Arbe usato per l'internamento della popolazione civile slovena

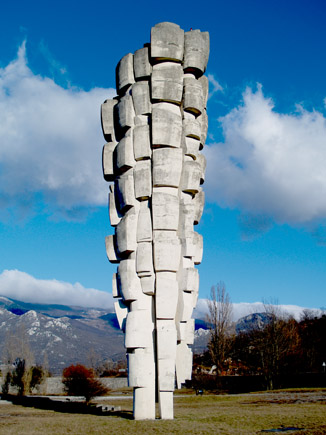
Monumento alle vittime dell'eccidio di Podhum.

La resa dell'esercito jugoslavo non fermò i combattimenti ed in tutto il paese crebbe un'intensa attività di resistenza che proseguì fino al termine della guerra e che vide da un lato la contrapposizione tra eserciti invasori e collaborazionisti e dall'altro la lotta fra le diverse fazioni etniche e politiche.
Durante tutta la durata del conflitto vennero perpetrate da tutte le parti in causa numerosi crimini di guerra.
Nella provincia di Lubiana, fallito il tentativo di instaurare un regime di occupazione morbido, emerse presto un movimento resistenziale: la conseguente repressione italiana fu dura ed in molti casi furono commessi crimini di guerra con devastazioni di villaggi e rappresaglie contro la popolazione civile. Le sanguinose rappresaglie attuate dal Regio Esercito italiano, per reprimere le azioni di guerriglia partigiana aumentarono il risentimento della popolazione slava nei confronti degli italiani.
(Riportato da due riservatissime personali del 30 luglio e del 31 agosto 1942, indirizzate all'Alto Commissario per la Provincia di Lubiana Emilio Grazioli, dal Commissario Civile del Distretto di Longanatico (in sloveno: Logatec) Umberto Rosin)
A scopo repressivo, numerosi civili sloveni furono deportati nei campi di concentramento di Arbe e di Gonars.
Nei territori annessi, accorpati alla provincia di Fiume ed al Governatorato della Dalmazia, fu avviata una politica di italianizzazione forzata del territorio e della popolazione. In tutto il Quarnero e la Dalmazia, sia italiana che croata, si innescò dalla fine del 1941 una crudele guerriglia, contrastata da una repressione che raggiunse livelli di massacro dopo l'estate 1942.
(Dalla copia del proclama prot. 2796, emesso in data 30 maggio 1942 dal Prefetto della Provincia di Fiume Temistocle Testa, riportata a pagina 327 del libro di Boris Gombač, Atlante storico dell'Adriatico orientale (op. cit.))
Nello Stato Indipendente di Croazia, il regime ustascia scatenò una feroce pulizia etnica nei confronti dei serbi, nonché di zingari ed ebrei, simboleggiata dall'istituzione del campo di concentramento di Jasenovac, e contro il regime e gli occupanti presero le armi i partigiani di Tito, plurietnici e comunisti, ed i cetnici, nazionalisti monarchici a prevalenza serba., i quali perpetrarono a loro volta crimini contro la popolazione civile croata che appoggiava il regime ustascia e si combatterono reciprocamente.
A causa dell'annessione della Dalmazia costiera al Regno d'Italia, cominciarono inoltre a crescere le tensioni tra il regime ustascia e le forze d'occupazione italiane; venne perciò a formarsi, a partire dal 1942, un'alleanza tattica tra le forze italiane ed i vari gruppi cetnici: gli italiani incorporarono i cetnici nella Milizia volontaria anticomunista (MVAC) per combattere la resistenza titoista.
Dopo la guerra la Jugoslavia chiese di giudicare i presunti responsabili di questi massacri (come il generale Mario Roatta), ma l'Italia negò la loro estradizione grazie ad alcune amnistie

## Gli eccidi delle foibe

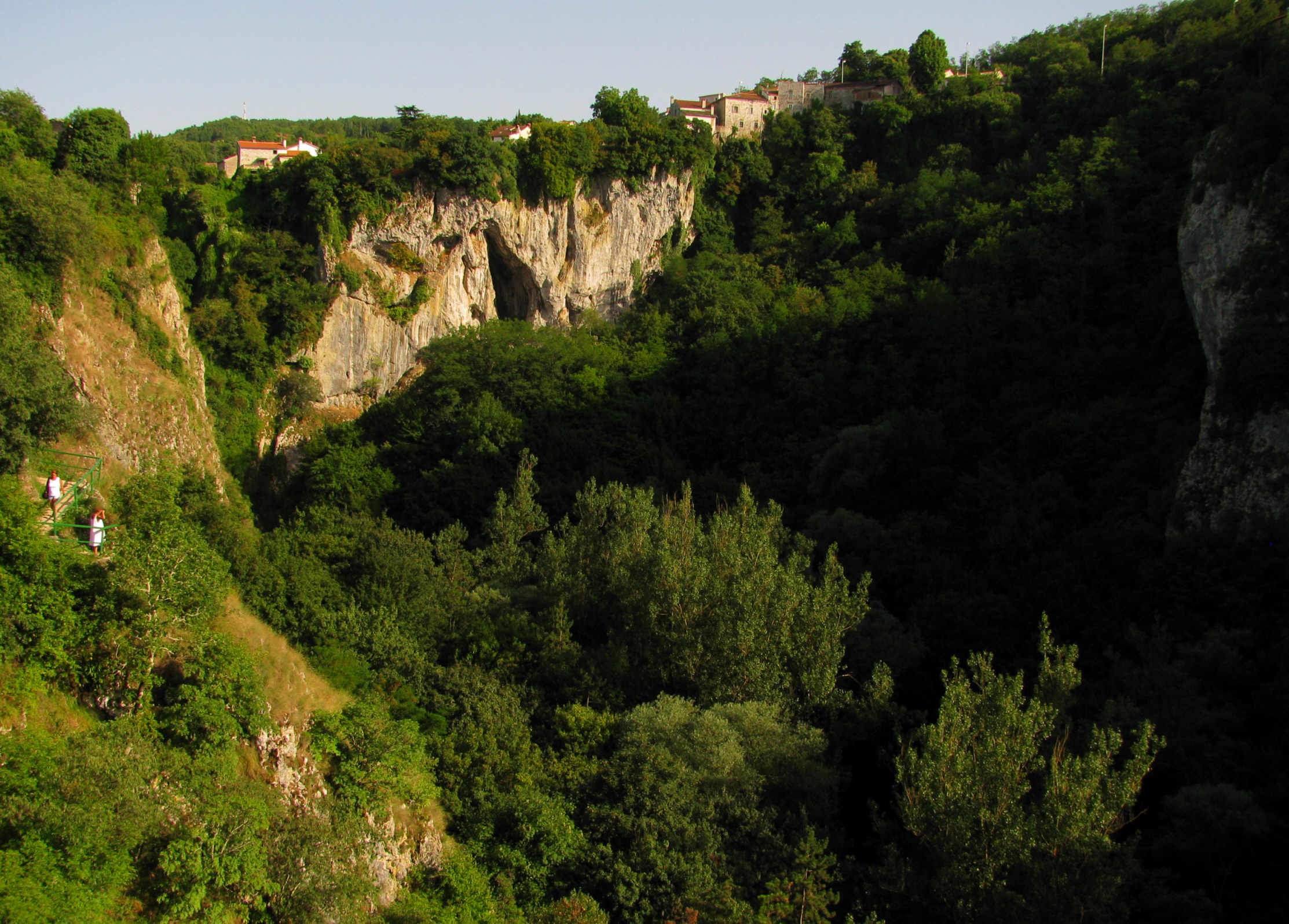
La foiba di Pisino, in Istria, che fece parte dell'Italia dal 1920 al 1947

Recupero di resti umani dalla foiba di Vines, località Faraguni, presso Albona d'Istria negli ultimi mesi del 1943

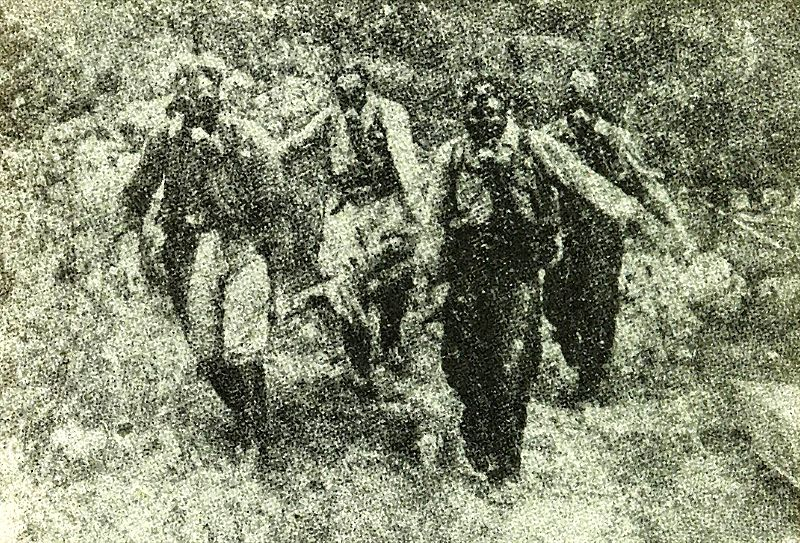
Autunno 1943: recupero di una salma in una foiba, gli uomini indossano maschere antigas per i miasmi dell'aria attorno alla foiba

Durante la seconda guerra mondiale, tra il 1943 e il 1945, i partigiani jugoslavi e l'OZNA si resero responsabili dei massacri delle foibe, ovvero degli eccidi ai danni della popolazione italiana della Venezia Giulia e della Dalmazia. Il nome deriva dai grandi inghiottitoi carsici dove furono gettati molte delle vittime, vive o morte, che nella Venezia Giulia sono chiamati "foibe".
Per estensione i termini "foibe" e il neologismo "infoibare" sono diventati sinonimi di uccisioni che in realtà furono in massima parte perpetrate in modo diverso: la maggioranza delle vittime morì nei campi di prigionia jugoslavi o durante la deportazione verso di essi. Il numero di vittime in Venezia Giulia, nel Quarnaro e nella Dalmazia è difficile da calcolare e le stime variano da 1 000 a 20 000 persone, anche se più probabilmente il totale si aggira attorno alle 6-7 000 persone, per le sole foibe, e fino a 11 000 considerando anche i campi di concentramento.
Gli eccidi delle foibe e il successivo esodo costituiscono l'epilogo di una secolare lotta per il predominio sull'Adriatico orientale, che fu conteso da popolazioni italiane e slave. Tale lotta si inserisce all'interno di un fenomeno più ampio (un caso analogo è quello dell'espulsione dei tedeschi dopo la seconda guerra mondiale) che fu legato all'affermarsi degli stati nazionali in territori etnicamente misti e dove, secondo alcuni storici, l'identità e l'etnia degli individui e delle popolazioni erano più processi costruiti politicamente che dati immutabili e naturali.
Alcuni storici hanno voluto vedere in questi atti, quasi tutti verificatisi nell'Istria meridionale (oggi croata), una sorta di jacquerie, quindi di rivolta spontanea delle popolazioni rurali, in parte slave, come vendetta per i torti subiti durante il periodo fascista; altri, invece, hanno interpretato il fenomeno come un inizio di pulizia etnica nei confronti della popolazione italiana.
In ogni caso queste azioni furono un preludio all'azione svolta in seguito dall'armata jugoslava. Alcuni storici (come il francese Michel Roux) asserirono che vi era una similitudine tra il comportamento contro gli italiani nella Venezia Giulia ed a Zara e quello promosso da Vaso Čubrilović (che divenne ministro di Tito dopo il 1945) contro gli albanesi della Jugoslavia.
(Sandi Volk, Esuli a Trieste, op. cit.)
Nonostante la ricerca scientifica abbia, fin dagli anni novanta del XX secolo, sufficientemente chiarito gli avvenimenti, la conoscenza dei fatti nella pubblica opinione permane distorta e oggetto di confuse polemiche politiche, che ingigantiscono o sminuiscono i fatti a seconda della convenienza ideologica.

## L'esodo giuliano dalmata

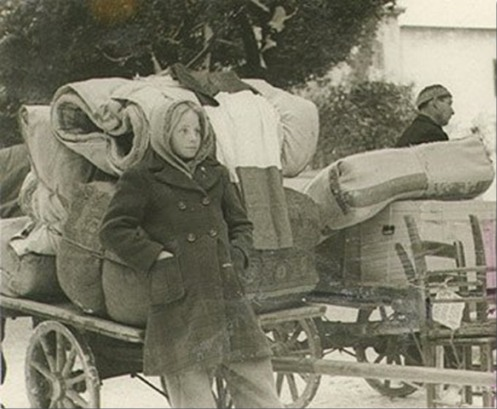
Una giovane esule italiana in fuga trasporta, insieme ai propri effetti personali, una bandiera tricolore

Al massacro delle foibe seguì l'esodo giuliano dalmata, ovvero l'emigrazione forzata della maggioranza dei cittadini di etnia e di lingua italiana in Istria e nel Quarnaro, dove si svuotarono dai propri abitanti interi villaggi e cittadine. Nell'esilio furono coinvolti tutti i territori ceduti dall'Italia alla Jugoslavia con il trattato di Parigi e anche la Dalmazia, dove vivevano i dalmati italiani.
Con la firma del trattato l'esodo s'intensificò ulteriormente. Da Pola, così come da alcuni centri urbani istriani (Capodistria, Parenzo, Orsera, ecc.) partì oltre il 90% della popolazione etnicamente italiana, da altri (Buie, Umago e Rovigno) si desumono percentuali inferiori ma sempre molto elevate. Si stima che l'esodo giuliano-dalmata abbia interessato un numero compreso tra i 250 000 e i 350 000 italiani. I massacri delle foibe e l'esodo giuliano-dalmata sono ricordati dal Giorno del ricordo, solennità civile nazionale italiana celebrata il 10 febbraio di ogni anno.
L'ultima fase migratoria ebbe luogo dopo il 1954 allorché il Memorandum di Londra assegnò definitivamente la zona A del Territorio Libero di Trieste all'Italia, e la zona B alla Jugoslavia. L'esodo si concluse solamente intorno al 1960. Dal censimento jugoslavo del 1971 in Istria e nel Quarnaro erano rimasti 17 516 italiani su un totale di 432 136 abitanti.

## La questione triestina

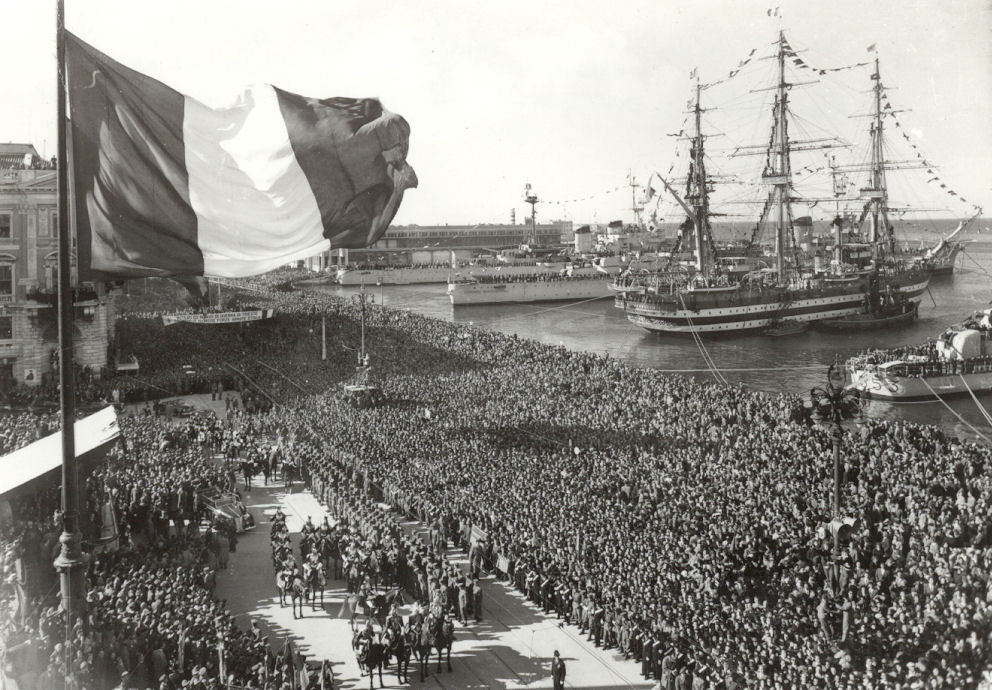
La folla festante una settimana dopo il ritorno di Trieste all'Italia, 4 novembre 1954

Durante il successivo dopoguerra ci fu una contesa sui territori della Venezia Giulia tra Italia e Jugoslavia chiamata "questione giuliana" o "questione triestina". Trieste era stata occupata dalle truppe del Regno d'Italia il 3 novembre del 1918, al termine della prima guerra mondiale, e poi ufficialmente annessa all'Italia con la ratifica del Trattato di Rapallo del 1920. Al termine della seconda guerra mondiale però, con l'Italia sconfitta, gli jugoslavi di Tito occuparono militarmente la città e i territori circostanti. Tale occupazione avvenne a seguito della cosiddetta "corsa per Trieste", ovvero l'avanzata verso la città giuliana compiuta, per fini di politica postbellica, in maniera concorrenziale nella primavera del 1945 da parte della Quarta armata jugoslava e dell'Ottava armata britannica.
Il 10 febbraio del 1947 fu firmato il trattato di pace tra l'Italia e gli Alleati, che istituì il Territorio Libero di Trieste (TLT), costituito dal litorale triestino e dalla parte nordoccidentale dell'Istria, provvisoriamente diviso da un confine passante a sud della cittadina di Muggia ed amministrato dal Governo Militare Alleato (zona A) e dall'esercito jugoslavo (zona B), in attesa della creazione degli organi costituzionali del nuovo stato.
Nella regione la situazione si fece incandescente e numerosi furono i disordini e le proteste italiane: in occasione della firma del trattato di pace, la maestra Maria Pasquinelli uccise a Pola il generale inglese Robin De Winton, comandante delle truppe britanniche. All'entrata in vigore del trattato (15 settembre 1947) corse addirittura voce che le truppe jugoslave della zona B avrebbero occupato Trieste. Negli anni successivi la diplomazia italiana cercò di ridiscutere gli accordi di Parigi per chiarire le sorti di Trieste, senza successo.
La situazione si chiarì solo il 5 ottobre 1954 quando col Memorandum di Londra la Zona "A" del TLT passò all'amministrazione civile del governo italiano, mentre l'amministrazione del governo militare jugoslavo sulla Zona "B" passò al governo della Repubblica socialista jugoslava. Gli accordi prevedevano inoltre alcune rettifiche territoriali a favore della Jugoslavia fra cui il centro abitato di Albaro Vescovà / Škofije con alcune aree appartenenti al Comune di Muggia (pari a una decina di km²). Il trattato fu un passo molto gradito alla NATO, che valutava particolarmente importante la stabilità internazionale della Jugoslavia.